# 古翠路駅
古翠路駅（こすいろえき）は、中華人民共和国浙江省杭州市西湖区文二西路と通普路・通普南路と古翠路の交差点に位置する杭州地下鉄2号線の駅。

## 歴史
- 2017年7月3日：開業[1]。

## 駅構造
島式ホーム1面2線を有する地下駅。駅の豊潭路方には上下線をつなぐ片渡り線が設置されている。
当初の設計では、当駅には片渡り線が設置されておらず、隣接する豊潭路駅に引き上げ線が設けられていました。しかし、設計変更により豊潭路駅の引き上げ線は削除され、代わりに当駅に片渡り線が追加されました。この変更により豊潭路駅は折り返し機能を失い、7月3日の2号線第一期西北区間各駅との同時開通ができず、12月17日の第二期・第三期各駅との同時開通まで延期されることになりました。

### のりば

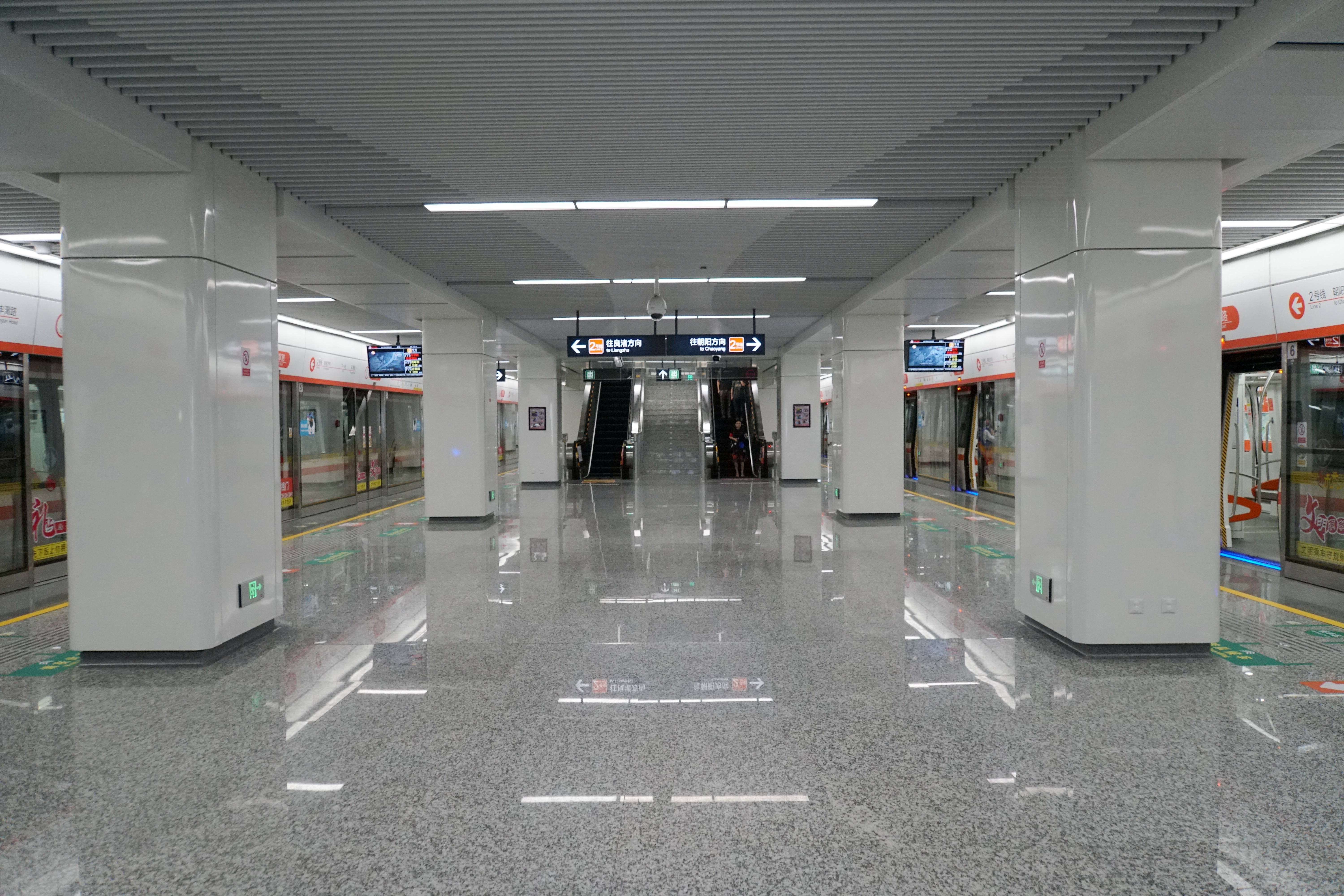
ホーム

| 路線    | 方向 | 行先     |
| ------- | ---- | -------- |
| ■ 2号線 | 下り | 朝陽方面 |
| ■ 2号線 | 上り | 良渚方面 |

（出典：杭州地下鉄:站内空间示意图）

## 駅周辺
- 翠苑新村五区
- 浙江省立同徳医院
- 世紀新城
- 元茂ビル
- 嘉緑北苑
- 嘉緑蓮苑
- 杭州市西湖区人民法院
- 嘉緑苑北区
- 杭州市嘉緑苑中学
- 嘉緑福苑

## 隣の駅
杭州地下鉄
■ 2号線
学院路駅 - 古翠路駅 - 豊潭路駅